# Grand Canal (Arizona)

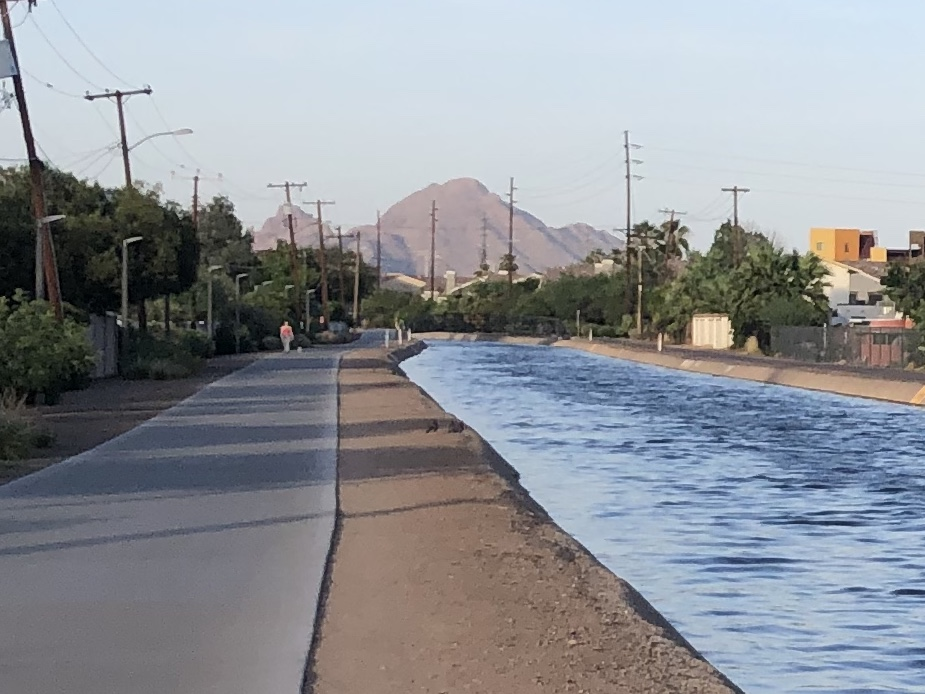
Der Grand Canal westlich der Central Avenue (Blickrichtung Osten, im Hintergrund der Camelback Mountain)

Grand Canal ist ein Kanal im Maricopa County im US-Bundesstaat Arizona. Der Grand Canal beginnt heute östlich des Glendale Municipal Airport und verläuft etwa 37 Kilometer durch die nördlichen Vororte von Phoenix (Arizona), er endet im Stausee des Salt River Dam im Vorort Tempe.
Der Kanal gilt als ältester verbliebener Pionier-Kanal auf der Nordseite des Salt River. Der Grand Canal wurde 1877 geplant und 1878 durch die Grand Canal Company gebaut. Die Bundesregierung kaufte den Grand Canal für 20.488 $ im Juni 1906.
Fast jährlich kam es infolge von Starkniederschlägen und des geringen Gefälles in den angrenzenden Stadtteilen zu Hochwasserereignissen.
Der Kanal diente ursprünglich der Bewässerung landwirtschaftlicher Kulturen, inzwischen nutzt man ihn auch zum Brandschutz als Löschwasserreservoir. Besonders im östlichen Teilabschnitt wurden durch den Siedlungs- und Straßenausbau mehrfach kleine Korrekturen am ursprünglichen Verlauf vorgenommen.